# 青年ヘーゲル派
青年ヘーゲル派（せいねんヘーゲルは、独：Junghegelianer）は、1831年にドイツ観念論の哲学者 ゲオルク・ヴィルヘルム・フリードリヒ・ヘーゲルが亡くなった後、彼の哲学の流れを汲んで、哲学を展開したグループの一つ。 ヘーゲルの哲学に対し、政治・宗教的に急進的な考え方を持ち合わせていたことから、ヘーゲル左派（独：Linkshegelianer）という名称も持つ。 以下にも記述するように、ヘーゲル学派にはいくつかの派があったが、その生産的な姿勢から主導的な立場となったグループ。
ヘーゲル学派（独：hegelianer）には、他にヘーゲルの哲学に忠実に従い、解釈につとめた老ヘーゲル派（独：Althegelianer）あるいはヘーゲル右派（独：Rechtshegelianer）と呼ばれた学派と、右派と左派との中間に立っていた中央派（独：das Zentrum）とがある。 ヘーゲルの死後、青年ヘーゲル派の哲学者 ダーフィト・シュトラウスの著『イエスの生涯（あるいはイエス伝）』（独：Das Leben Jesu、1835年）をきっかけに、宗教論のあり方についてヘーゲル学派が分裂したことから始まった。 本項目では、特別な場合を除いて「ヘーゲル左派」という表現は用いず、他言語版に倣って、「青年ヘーゲル派」という名称で示すものとする。 なお、ヘーゲル学派の区分は時代、研究者によって若干の違いがあり、その点も留意したい。

## ヘーゲル学派とその分裂
カントとフィヒテの死後、19世紀前半のドイツでは次第に、その力強い論理性によって基礎付けられているヘーゲルの哲学が哲学研究において支配的であった。 ヘーゲル存命中（特にベルリン大学時）も、ヘーゲルの哲学に惹かれ、彼の弟子になろうと思った人間も多かった。 また、プロイセン政府からも支持を受け、ヘーゲル哲学の流れを汲むものが急速に拡大していった。 大学の哲学の教壇の場は、必ずヘーゲル学徒でなくてはならないほどであった。 また、1827年から発刊の機関誌『学的批判年報』（Jahrbücher für wissenschaftliche kritik、ベルリンの科学評論協会の発行なので、場合によっては『科学評論雑誌』という訳語も与えられる、別名はベルリン年誌（Berliner Jahrbücher）という）の存在はヘーゲル学派の興隆を促がすものであった。 ヘーゲルが1831年に急逝した後も、哲学は受け継がれていった。 そのような中で、ヘーゲル学派の神学者 ダーフィト・シュトラウスが自身のヘーゲル研究を基に、1835年に「イエスの生涯」を著したことにより、直接的な分裂が始まった（注：それ以前から、学派内で食い違い・齟齬は存在していた）。 シュトラウスは、この著作の聖書解釈の中で、福音書の中の歴史の史実性を否定し、すべて神話であったとする見解を示し、また、キリスト（神人としての）の到来は、イエスという個人によってではなく、人類全体によって実現されるという見解も示した。 この著作は、ヘーゲル学派の内部からのみならず、当時の神学界からも批判を受け、シュトラウスも答弁を余儀なくされた。 その答弁の中で、福音書の中の全歴史を史実して受け入れるべきであるとしたのが右派、部分的には受け入れられるとしたのが中央派、まったく受け入れるべきではないとしたのが左派 と、シュトラウスがヘーゲル学派の区分を示した（当初シュトラウス自身は、左派は自分だけしかいないとしたが、これは極論であろう）。 また、当時右派に比べて、青年の学者が多かったので、青年ヘーゲル派とも呼ばれるようになった。

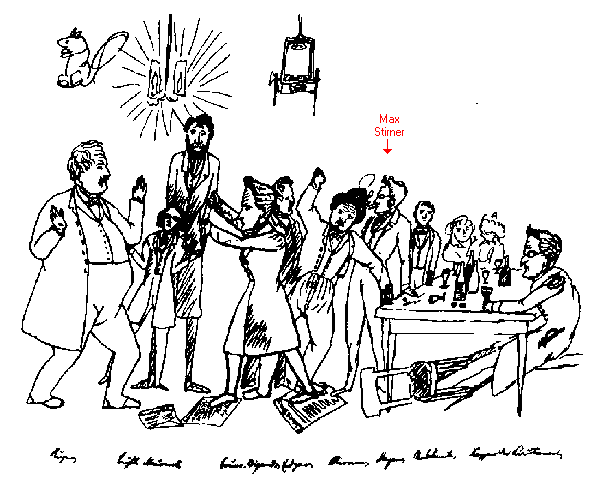
ヘーゲル左派のメンバー・ルーゲやエトガー・バウアー、シュティルナーらがかかれている。エンゲルスによる風刺画

やがて分裂・対立となり、さらに青年ヘーゲル派は自身らの手により、ヘーゲルの哲学原理を批判的に発展させ、やがて唯物論的な実践的な立場となり、国家批判への道を進み始めた。 やがて、新しく君臨したヘーゲル哲学に好意をもっていないフリードリヒ・ヴィルヘルム4世と溝が深まったことも相まって、青年ヘーゲル派とプロイセン政府との対立も起こった。 1838年には、青年ヘーゲル派独自の機関紙『ハレ年報』を創刊、さらに政治的主張として『ライン新聞』を1842年に創刊するが、政府により共に1843年に発禁される。 また、急進的な考えに好意を持たない旧勢力はヘーゲル左派の学者の大学からの追放を実施し、さらには老年のシェリングをベルリンへ招き青年ヘーゲル派に対抗した。 この頃から、政治的・歴史的には袂を分かち、社会主義、立憲君主主義、無政府主義などに分かれ、統一を失い、事実上消滅。 『学的批判年報』も1846年に政府によって廃刊された。
哲学思想からは離れるが、なぜ哲学者が政治的な色合いを強めていったかといえば、それは当時のドイツの知識人階層の風潮が、封建制社会を認めるヘーゲル哲学、そしてヘーゲル哲学から出発した思弁的唯物論（青年ヘーゲル派）を元にした理論を求めなくなり、さらに実践的で革命的な理論を求めていったからであろう（しかし、この急進的な考えも、保守勢力の改革策の導入により、結局は失敗した）。このことは、ドイツ＝後進国(当時、フランスやイギリスがヨーロッパの主導的な立場であった)という観念が普及し、何とかしてこれを打破したいと考えていたからに他ならない。それを追求するには、「観念」ではなく「現実」という性質のものでなくてはならなかった。
一方、市井の人々は、目まぐるしく変わる社会に対して、理想を追求するのをやめ、ビーダーマイヤーという質素で日常的なモノに価値を見出すという考えにいたった。
歴史は、1814年に成立したウィーン体制（王政復古）から、1848年革命に到り、旧勢力（封建制社会）から新勢力（自由主義・社会主義）へと転換した時期でもあった。 このように、青年ヘーゲル派の足跡は、この後にマルクス主義の哲学と、実存主義の哲学とに受け継がれていくこととなる。
青年ヘーゲル派の哲学者として、ダーフィト・シュトラウス、フォイエルバハ、ブルーノ・バウアー、マックス・シュティルナーなどがいるが、さらにこの青年ヘーゲル学派の影響下にあった人物としてカール・マルクスやキルケゴール、アナキストのバクーニン、詩人のハイネが挙げられるだろう。
＊ヘーゲル左派の詳しいメンバーは、ヘーゲル主義者の一覧#青年ヘーゲル派の項を参照されたい。

## 文献
- 石塚正英著『三月前期の急進主義—青年ヘーゲル派と義人同盟に関する社会思想史的研究』　長崎出版　1983年
- カール・レーヴィット著『ヘーゲルとヘーゲル左派』　未來社　1985年
- 良知力・廣松渉編『ヘーゲル左派論叢』全4巻(ただし第2巻は石塚正英編集代行)  御茶の水書房　1986, 1987, 2006年
- 良知力著『ヘーゲル左派と初期マルクス』　岩波書店　1987, 2001年
- 石塚正英編『ヘーゲル左派—思想・運動・歴史』　法政大学出版局　1992年
- 石塚正英編『ヘーゲル左派と独仏思想界』　御茶の水書房　1998年

など多数